# Somkuti Bálint
Somkuti Bálint (1972 – ) hadtörténész, biztonságpolitikai szakértő, publicista, egyetemi oktató, a hadtudományok PhD fokozatos doktora. Szakterülete a modern érdekérvényesítés, a terrorizmus és korunk fegyveres (hagyományos és irreguláris) konfliktusai. Karrierje során dolgozott multinacionális vállalatoknál értékesítési területen, a közigazgatásban, oktatott egyetemen, jelenleg a saját YouTube csatornáját (Somkuti szerint) üzemelteti.

## Ifjúsága
Apai ágon erdélyi, anyai ágon felvidéki ősöktől származik, bár már a nagyszülők is a Trianoni béke után létrehozott Csonka-Magyarország területén születtek. Az ATV szerint egyik nagyapja Sulyok Mihály (1920-1983) volt, aki nyolc évet ült a Csillagban egy marék szórólapért, Bálint viszont ezt tagadja. Híres felmenőjének vindikálja Luka Józsefet, aki 1547. április 24-én a mühlbergi ütközetben elfogta a protestáns hadak egyik vezetőjét, a szász választófejedelmet. Édesapja mélyépítőmérnök, édesanyja marketing szakember, később egyéni vállalkozó. Apai nagyapja vegyészmérnök foglalkozású, míg anyai nagyapja körzeti orvos volt. Mindkét nagyanyja háztartásbeli. Genfben élő nagybátyja Dr. Luka László, aki 1953-tól politikai fogolyként ült a kommunista állampárt börtönében. Luka László 1956. november 1-jén szabadult az forradalom következtében. Bálintnak két öccse született. 1998-óta él boldog házasságban és két felnőtt gyermek édesapja.[forrás?]
Iskolái közül a Szentendrei Ferences Gimnázium ismert, ahol 1990-ben érettségizett. Történészi diplomáját a Károli Gáspár Református Egyetem Bölcsészettudományi Karán szerezte 2008-ban. Disszertációját a Nemzeti Közszolgálati Egyetem Hadtudományi Doktori Iskolájában, 2012-ban védte meg, mely a következő címet viseli: A negyedik generációs hadviselés – az érdekérvényesítés új lehetőségei.

## Munkahelyei
1992-től 2005-ig között multinacionális vállalatoknál dolgozott értékesítési és marketing területeken. 2005-2010 között saját vállalkozása ügyvezető igazgatója volt. A vállalkozás tolmácsolást, fordítást vállalt és használtruha kis- és nagykereskedéssel foglalkozott.
2010-től 2016-ig a Honvédelmi Minisztériumnál dolgozott. Először a Társadalmi Kapcsolatok és Hadisírgondozó Főosztályán volt irodavezető, majd 2012-től 2015-ig a HM EI Zrt. külkapcsolati főmunkatársa volt. 2015-től 2016-ig a Fegyverzetfejlesztési Főosztály referenseként dolgozott.
2015-ben elkezdte oktatói pályáját is a Nemzeti Közszolgálati Egyetem Nemzetbiztonsági Intézeténél. 2016 és 2017 között a Globserver Kft. kereskedelmi igazgatója volt, majd 2017-től ismét saját vállalkozást indított. Biztonsági, biztonságpolitikai és egyéb területeken végzett kutatásokat és tanácsadást, illetve játékfejlesztéssel foglalkozott.
2020 és 2021 között az Index.hu Zrt. hírportáljának újságírója volt. Írásai megjelentek a Magyar Nemzet és a Magyar Hírlap hasábjain is.
2021-ben beszédíró, szövegíró, kommunikációs munkatárs lett az MCC-nél, majd 2022-ben az MCC Nemzetközi Kapcsolatok Iskolájában a Geopolitikai Műhely kutatója. 2024 októberében, november elejéig a Szuverenitásvédelmi Hivatal Kutatóintézet kutatója lett. Állásából viharos körülmények között, az ellene kibontakozó országos méretű sajtó- és közösségi médiahadjárat után távozott. 2024 végétől funkcionál YouTube csatornája, a Somkuti szerint névre hallgató csatorna, ahol naponta jelentkezik közéleti kommentárjaival, biztonságpolitikai elemzéseivel, hadtudományi háttérműsoraival és beszélgetős műsoraival.

## Érdeklődése
Kutatási területei:
- Komplex modern érdekérvényesítés
- Modern nagystratégia
- 4. generációs és/vagy hibrid hadviselés
- A terrorizmus elleni küzdelem
- Korunk hagyományos és irreguláris fegyveres konfliktusai
- Az átalakuló világrend

Az MCC egyik rendezvényének beharangozója szerint „érdeklődési köréhez tartozik a jelen és a múlt hadiflottái és légierői, valamint a haditechnika és a hadtudomány. Elkötelezett társasjátékos és wargamer. Angolul, németül és spanyolul beszél. Orosz, latin, és fárszi nyelvtudása alapfokú.”

## A Orbán-Somkuti ügy
Somkuti Bálint 2022 óta sok nyilatkozatot tett az orosz-ukrán háború kimenetelét illetően. Geopolitikai elemzőként rendszeresen szerepelt a Hír TV és az Ultrahang YouTube csatorna műsoraiban, ahol hétről hétre szemlézte Magyarország viszonyát a szomszédban dúló háborúhoz.
Somkuti 2024. szeptember 13-án az Ultrahang YouTube csatornáján adott interjújában arról beszélt, hogy a nyugati világ, ha valóban akarja, akkor már 2022-ben megvédhette volna Ukrajnát, de a felszerelés csepegtetése azokat az orosz propagandaüzeneteket támasztja alá, miszerint a cél Ukrajna elpusztítása árán Oroszország meggyengítése. Somkuti szerint feltehető az a kérdés, hogy mi a nyugat valódi szándéka és „érdemes feltenni a kérdést, hogy a nyugat vajon mennyire gondolja komolyan ezt az egészet és hogy milyen jó, hogy ’56-ban nem segítettek nekünk, mert úgy jártunk volna, mint az ukránok. [...] Ez egy nagyon [...] veszélyes folyamat, mert nem csak a külföld, a harmadik világ, a globális dél [...] szemében szűnik meg a nyugat hitelessége, hanem a saját maga szemében. Tehát az én szememben a jelenlegi nyugati vezetés, a jelenlegi kormányok, és itt sajnos azt kell mondanom a jelenlegi konzervatív kormány is Nagy-Britanniában, illetve az eddigi kormányzat az Egyesült Államokban nagyon súlyos tekintélyvesztést szenvedett el emiatt”. Implikálva, hogy a nyugat felelőtlen biztatására folytatódó teljes körű háborúban romba dől Ukrajna és romba dőlt volna 1956-ban Magyarország.
Somkuti ekkor a Nemzeti Közszolgálati Egyetem Hadtudományi Doktori Iskola oktatója volt és az Orbán Balázs, Orbán Viktor magyar miniszterelnök politikai igazgatója által vezetett MCC Geopolitikai Műhelyének kutatótanára volt. Somkuti 2024. október 1-jétől csatlakozott a Szuverenitásvédelmi Kutatóintézethez (Szuverenitásvédelmi Hivatal). Orbán Balázs 2024. szeptember 25-én adott egy interjút a Mandiner YouTube csatornájának, ahol Kohán Mátyástól kapott egy kérdést, miszerint mi a véleménye arról, hogy az 1956-ban a várt, de elmaradó katonai segítség után az USA kormányzata azt mondja, hogy a magyar kormánynak 1956 miatt nem legitim távolmaradni az ukrán háborútól. Orbán Balázs erre azt a választ adta, hogy a magyar kormány pontosan 56 miatt nem tette volna azt, amit Zelenszki elnök, mert felelőtlenség a néppel szemben egy idegen ország ígéretére alapozva háborút vállalni az orosz nagyhatalom ellen.
Orbán megjegyzését az ellenzéki média hevesen bírálta. A HVG szeptember 26-án korrekt összefoglalást jelentetett meg a Mandiner interjúról, de a címnek már azt választotta: „Orbán Balázs: '56-ból kiindulva mi nem csináltuk volna azt, amit Zelenszkij elnök, hogy védekeznek”. Az ATV Magyarország 2024. szeptember 26-ai híradójában az hírolvasó arról tudósított, hogy „Orbán Balázs szerint Magyarország nem védekezett volna egy orosz katonai agresszióval szemben”, ezért ellenzéki politikusok felszólították a lemondásra. A kontextusból kiragadott idézetben az ATV hírében 1956-ra vetítették vissza azt, hogy “56-ból kiindulva mi valószínűleg nem csináltuk volna azt, amit Zelenszkij elnök csinált 2,5 éve, mert felelőtlenség”. A politikai támadásnak értékelhető szöveg szerint a Fidesz politikai igazgatója úgy vélte, hogy egyáltalán nem kellett volna 1956-ban harcolni, holott az idézet 2022 áprilisáról szólt, amikor az orosz-ukrán békeszerződést nyugati sugalmazásra az ukrán fél nem írta alá.
Szeptember 27-ére Orbán Viktor miniszterelnök a hibás vagy csúsztató interpretációból kiindulva azt reagálta: „A politikai igazgatóm félreérthetően fogalmazott, ami ebben az összefüggésben egy hiba, hiszen a mi közösségünk az 1956-os forradalomból nőtt ki, mi sem lennénk az 56-os hősök nélkül. Ebbe a vitába nem beemelni kell a magyar történelem szent és sérthetetlen hőseit, hanem inkább távol kell ettől tartani, az orosz–ukrán háború emléke nem vetülhet rá 1956 emlékére. Nincs kétségem egy fideszes vezető politikai nézetei felől sem. Biztos vagyok benne hogy Orbán Balázs is ott lesz velünk a Corvin közben, ha úgy alakul a helyzet, és harcolni kell a hazáért.” Az Orbán Balázs és Somkuti Bálint által elmondottak közti hasonlóság könnyen felfedezhető.
A forradalom leverésére november 4-én megindult szovjet támadásra Nemzeti emléknap van beiktatva. A Nemzeti emléknapról szóló felhívást megosztva az antikommunista, nemzeti érzelmű Somkuti 2024. november 4-én reggel 7 óra 8 perckor a Facebookon megjelenő posztban linkelt, megemlítve, hogy „Aki nem tiszteli a túlerőt, az nem hős, hanem bolond.” Utólagos értékelése szerint ez egyértelműen félreérthető volt. A "tiszteli" szót 7 óra 9 perckor az "ismeri fel" kifejezésre cserélte. Észlelve, hogy a posztolt szöveget másképp is, a szovjeteket támogató módon lehet értelmezni utólag már hiába próbálta javítani, mert rövid időn belül az összes globalista, ellenzéki médiában megjelent. Facebook bejegyzésében Dúró Dóra, a Mi Hazánk Mozgalom elnökhelyettese követelte Somkuti lemondását. Ennek eredményeképpen elbocsátották a Szuverenitásvédelmi Hivataltól és a Facebook-bejegyzés ettől fogva elérhetetlenné vált. Orbán Viktor magyar miniszterelnök 2024. november 4-én az Országgyűlés ülésén Somkuti Bálintról szólva kijelentette, hogy "antikommunista ügyekben nálunk nincs pardon."
„Sajnálom, hogy az előző posztomban leírtakkal sokakat megbántottam. A következményeket vállalom, sajnos aki egyedül kezeli a Facebookját, az belefut ilyen hibákba” írta később Somkuti Bálint.

## Főbb publikációi
- Aszimmetrikus hadviselés – Kis háborúk nagy hatással (társszerzőként, Dr. Kiss Álmos Péterrel és Resperger Istvánnal), Zrínyi Kiadó, Budapest, 2013.[16]
- A Geraszimov-balhé, avagy miért nincs hibrid hadviselés. Index, 2021[17]
- A mélység titka – Háború közelről, Mandiner, 2022[18]
- Józsa Eszter Rebeka-László Dávid-Somkuti Bálint-Szilvay Gergely: Arcok és történetek – Magyar segítség a kereszténység bölcsőjében, Mandiner Books, 2022.[19]
- Somkuti Bálint: Negyedik generációs hadviselés – Árnyékháborúk a modern korban, Mcc Press Kft., 2024. [20]
- Somkuti Bálint: Az első posztmodern háború – Az orosz-ukrán háború katonai, biztonságpolitikai tanulságai, Hitel Könyvkiadó Kft., 2024[21]
- Somkuti szerint, Somkuti Bálint YouTube csatornája: [2]